# Loke (naturreservat)
Loke är ett naturreservat i Östersunds kommun i Jämtlands län.
Området är naturskyddat sedan 2017 och är 40 hektar stort. Reservatet ligger söder om orten Loke och består av granskog med inslag av lövträd på kalkrik mark. Guckuskon finns i området.